# Regiões da Bielorrússia
No nível mais alto da administração, a Bielorrússia é dividida em seis (Voblast=вобласць) regiões e a cidade de Minsk, que tem um status especial sendo a capital da Bielorrússia. Minsk é também a capital da Região de Minsk.
No segundo nível, as regiões são divididas em raions ("distritos").
O layout e a extensão das regiões foram estabelecidas em 1960, quando a Bielorrússia (então República Socialista Soviética da Bielo-Rússia) era uma parte da União Soviética.

## História
No início do século XX, as fronteiras das terras bielorrussas dentro do Império Russo ainda estavam sendo definidas. Em 1900, continha a totalidade das regiões de Minsk e de Mogilev, a maior parte da região de Grodno, partes da região de Vitebsk e partes da região de Vilnius, atualmente parte da Lituânia]. A Primeira Guerra Mundial, a independência da Polônia, bem como a Guerra polaco-soviética 1920-1921 afetaram estes limites. Em 1921, a Bielorrússia tinha o que é hoje toda a província de Minsk, exceto a margem ocidental, a parte ocidental da região de Gomel, uma fatia ocidental de Mahilyow e uma pequena parte da região de Vitebsk.  Em 1926 a parte oriental da região de Gomel foi adicionada.  

Na Belarus soviética, novas unidades administrativas, chamadas voblast (cognato de Russo palavra oblast com protética) foram introduzidos em 1938. E novamente, durante a Segunda Guerra Mundial, as fronteiras flutuaram. Em 1939, foram redefinidas com a conquista do território da Bielorrússia a oeste, Baranavichy, Belastok (Bialystok), Brest, Pinsk e Vileyka oblasts. Em 1944, Belastok foi eliminado e os novos oblasts de Babruysk, Grodno e Polotsk foram criados. Na mesma época, Vileika Voblast foi renomeado como Molodechno Voblast.
Em diferentes épocas, entre 1938 e 1960, existiam os seguintes  voblasts :
- Babruysk Voblast, criado em 1944, eliminado 1954
- Baranavichy Voblast, criado em 1939, eliminado 1954
- Belastok Voblast, criado em 1939, eliminado 1944 (agora Bialystok na Polônia)
- Brest Voblast, criado em 1939
- Gomel Voblast, criado em 1938
- Grodno Voblast, criado em 1944
- Maladzyechna Voblast renomeado de Vileyka Voblast 1944, eliminado 1960
- Mogilev Voblast, criado em 1938
- Minsk Voblast, criado em 1938
- Navahrudak Voblast, criado em 1939, renomeado Baranavichy Voblast em dezembro de 1939
- Pinsk Voblast, criado em 1939, eliminado 1954
- Polatsk Voblast, criado em 1944, eliminado 1954
- Polesia Voblast, criado em 1938, eliminado 1954
- Vitebsk Voblast, criado em 1938
- Vileyka Voblast, criado em 1939, renomeado para Maladzyechna Voblast 1944

## Regiões
|   | Bandeira | Subdivisão        | Capital         | Bielorrusso | População (2009 estimativa) | Área (km²) | Densidade | Porcentagem da Bielorrússia |
| - | -------- | ----------------- | --------------- | ----------- | --------------------------- | ---------- | --------- | --------------------------- |
|   |          | Toda Bielorrússia | Minsk           | Беларусь    | 9,503,807                   | 207,617.26 | 46.55     | 100.00%                     |
| 1 |          | Cidade de Minsk   | Cidade de Minsk | Мінск       | 1,836,808                   | 305.50     | 7144.92   | 18.91%                      |
| 2 |          | Brest (região)    | Brest           | Брэсцкая    | 1,401,177                   | 32,790.68  | 43.69     | 14.82%                      |
| 3 |          | Gomel (região)    | Gomel           | Гомельская  | 1,440,718                   | 40,361.66  | 36.25     | 15.14%                      |
| 4 |          | Grodno (região)   | Grodno          | Гродзенская | 1,072,381                   | 25,118.07  | 44.11     | 11.40%                      |
| 5 |          | Mogilev (região)  | Mogilev         | Магілёўская | 1,099,074                   | 29,079.01  | 38.73     | 11.61%                      |
| 6 |          | Minsk (região)    | Minsk           | Мінская     | 1,422,528                   | 39,912.35  | 36.17     | 15.03%                      |
| 7 |          | Vitebsk (região)  | Vitebsk         | Вiцебская   | 1,230,821                   | 40,049.99  | 31.55     | 13.08%                      |